# Whisky de Bourbon

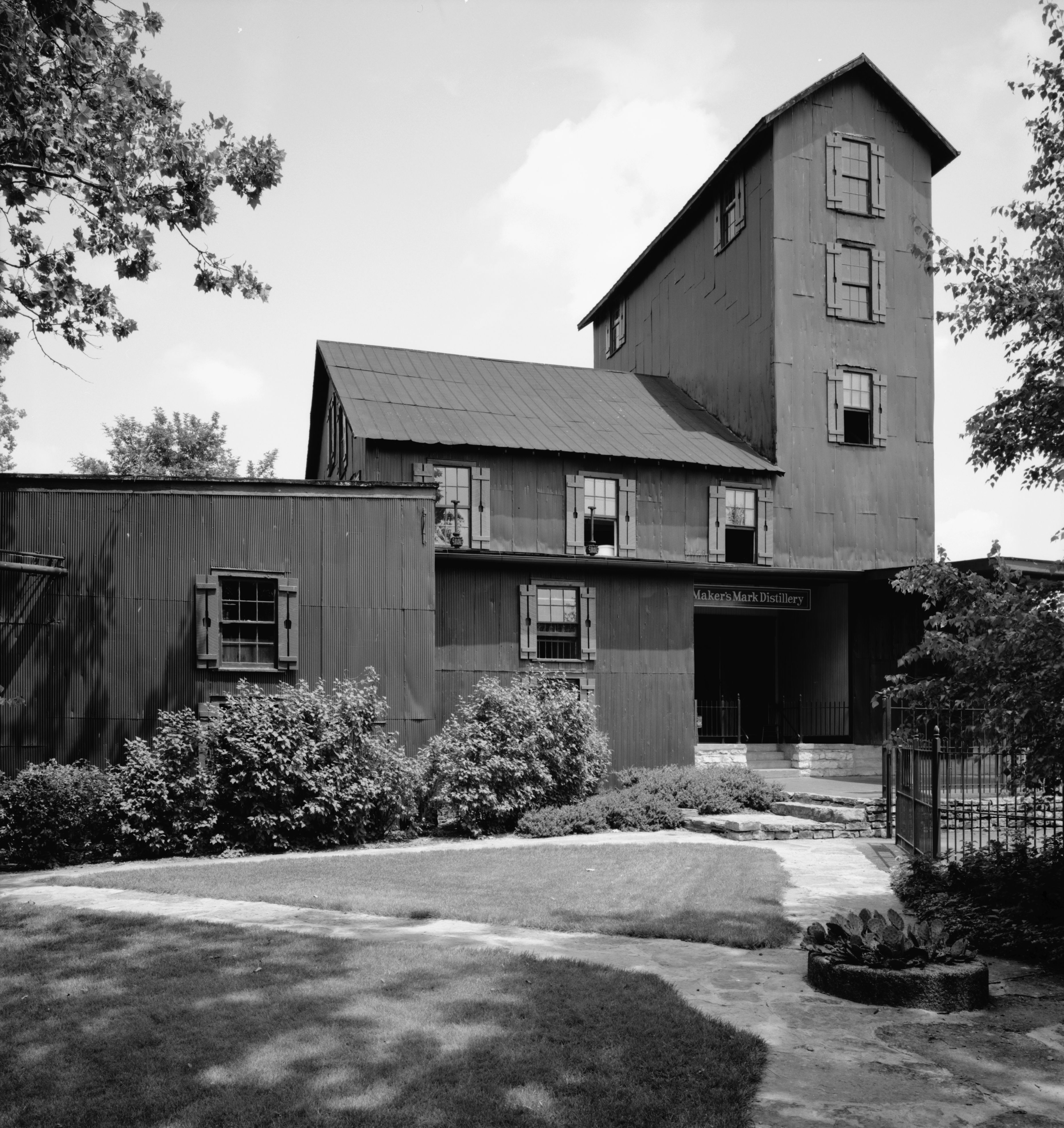
La destilería Maker's Mark, Loretto, Kentucky

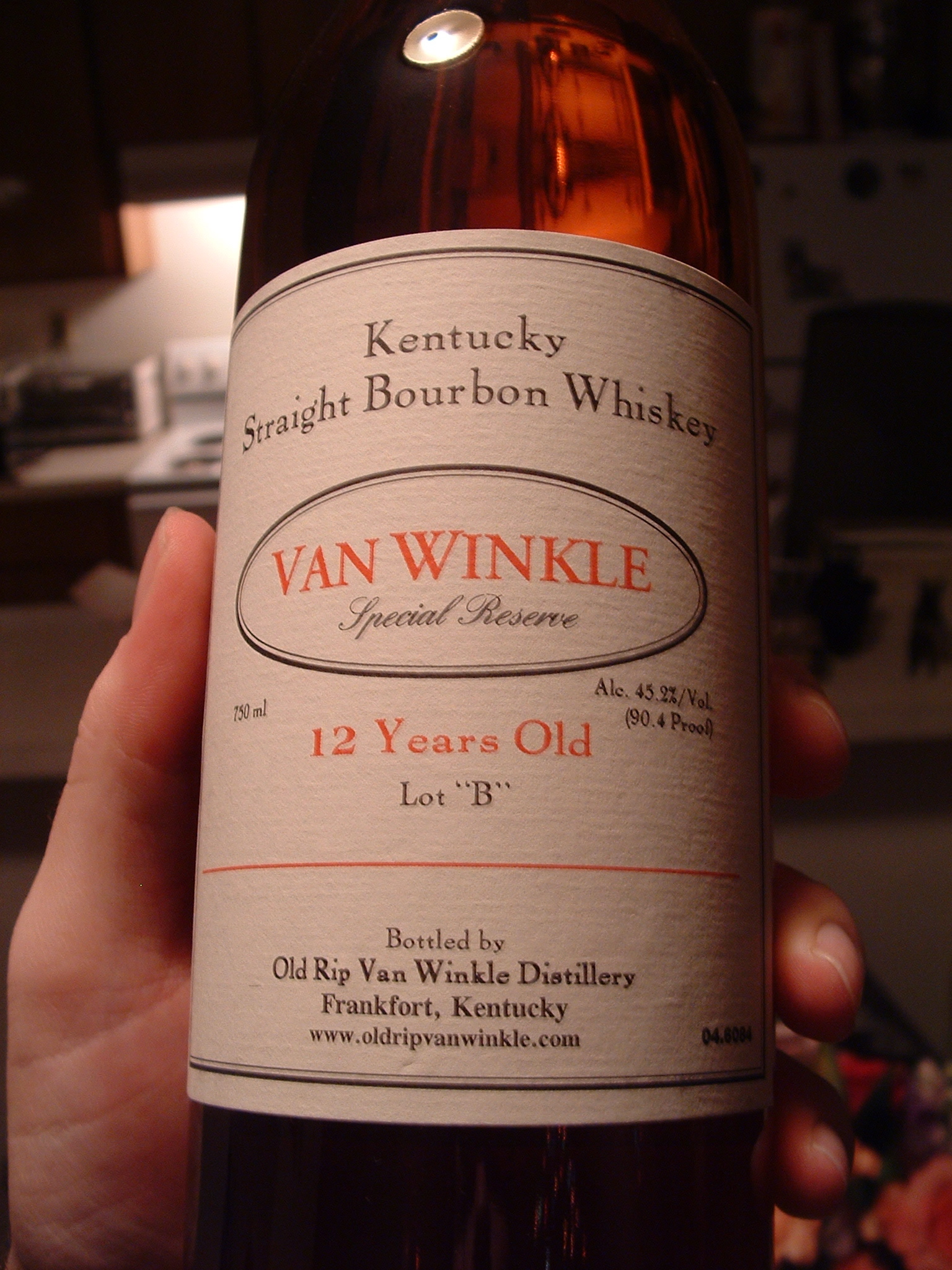
Van Winkle bourbon whiskey

El whisky de Bourbon o whisky borbón es una bebida destilada de la familia de los wiskis exclusiva de los Estados Unidos que se caracteriza por ser ligeramente aromática y de sabor acaramelado.
Según la legislación estadounidense, debe elaborarse en base de maíz, en una concentración entre el 50 y el 70 %, porcentaje éste más generalizado. Otros ingredientes añadidos son trigo, centeno o cebada malteados.
No existen requerimientos legales para este período mínimo y que el producto final se denomine bourbon, pero para denominarlo straight bourbon debe haber cumplido un envejecimiento mínimo de dos años. Además, cualquier bourbon con menos de 4 años de envejecimiento debe notificar en la etiqueta el periodo concreto. Por regla general, el bourbon se madura durante un período de 5 años en barricas de roble, las cuales pueden ser nuevas y/o tostadas.
El nombre de la bebida destilada proviene del lugar de Estados Unidos en donde se produce de forma originaria, el condado de Bourbon (Kentucky) que, a su vez, toma su nombre de la Casa de Borbón. El bourbon puede elaborarse de forma legal en cualquier parte del territorio de Estados Unidos ya que la producción legal no está restringida a los alrededores de Kentucky, a pesar de que la bebida esté muy asociada a las comunidades destiladoras de esa área de la región Sur del país. Se sabe, por ejemplo, que Illinois llegó a producir más bourbon whiskey que Kentucky, y el bourbon continúa siendo un elemento favorable en la economía de Virginia. En el pasado, ha sido elaborado en Pensilvania, Indiana, Ohio, Tennessee, Misuri y Kansas.
La ciudad de Fort Harrod (actualmente denominada Harrodsburg), fue fundada en 1774. Los residentes plantaron maíz y con el devenir de los años pudieron recolectar enormes cosechas. Debido a la orografía no era fácil exportar el excedente, por lo que se comenzó a elaborar whiskey.

Cuando los pioneros estadounidenses se dirigieron hacia Oeste hacia las montañas Allegheny siguiendo los pasos de la Revolución norteamericana, los primeros condados se fundaron cubriendo vastas regiones de terreno. Una de estas vastas áreas originales fue Bourbon, establecida en 1785 y nombrada posteriormente con el nombre de French royal family. Mientras tanto unos años después el condado fue fragmentándose en pequeños territorios hasta que en el siglo XIX los lugareños continuaron denominando a la zona el Old Bourbon. En el Old Bourbon pasa el río denominado Ohio River con el puerto que permite hacer circular las mercancías a la región, incluido el wyskyport desde el cual se embarcan tanto el whiskey como otras mercancías a los mercados del interior. "Old Bourbon" es la sentencia que aparece en las etiquetas de los whiskeys, que se denomina así para indicar su origen (no quiere decir nada sobre la maduración del whiskey). El Old Bourbon whiskey era diferente a las gentes del lugar debido a que era uno de los primeros whiskeys elaborados con maíz. En aquellos tiempos, la denominación bourbon ya empezaba a ser sinónimo de whiskey elaborado con maíz.

Se ha escrito a menudo que muchas de las destilerías originales de bourbon estuvieron ubicadas en los alrededores de Pensilvania y que éstas se vieron obligadas a migrar debido a la presión fiscal y los impuestos y que este evento ocurrió durante y tras la Whiskey Rebellion, pero este detalle hoy en día está controvertido entre los expertos estudiosos.
Un refinamiento en la elaboración del bourbon se concede por regla general a James C. Crow como el primero en emplear el proceso de mosto ácido (sour mash), por el que cada nueva fermentación está condicionada por la cantidad de mosto de maíz empleada, lo que permite un grado de control alto sobre la producción del whisky. El ácido introducido mediante el mosto ácido controla el crecimiento de las bacterias y crea un pH de equilibrio que permite a las levaduras trabajar. Ya en el año 2005, todos los straight bourbons empleaban el proceso de mosto ácido (sour mash process). El doctor Crow desarrolló su invento mientras trabajaba con la Old Oscar Pepper Distillery (hoy en día Woodford Reserve Distillery) en Woodford County, Kentucky. (El sobrante del mosto ácido empleado acaba siendo alimento para animales.) 
Una resolución del Congreso de EE. UU. realizada en el año 1964 declaró al bourbon como un "producto distintivo de los Estados Unidos" La resolución hizo delegar en la justicia que "se indagaran las agencias apropiadas del Gobierno de Estados Unidos... para que se tomaran las acciones apropiadas para prohibir la importación a Estados Unidos de whiskey designado como "'Bourbon Whiskey.'". La designación federal ahora define al "bourbon whiskey" de tal forma que no sólo incluye al "bourbon" producido en los Estados Unidos. En algunos estados corren historias populares (no se ha encontrado fundamento aún) acerca del origen del bourbon; una de ellas menciona al posible inventor, que pudo haber sido el ministro y destilador baptista Elijah Craig. Cada condado en Kentucky tiende a nombrar a su personaje más popular como el "verdadero" inventor del bourbon. En realidad no hay un único inventor del producto que haya sido el que haya dado al whysky el sabor que desde el siglo XIX ha llegado a nuestros días.

## Mes del patrimonio del bourbon
El 2 de agosto de 2007 el Senado de los Estados Unidos aprobó una resolución promovida por el senador Jim Bunning (R-KY) declarando oficialmente el mes de septiembre de ese año como el National Bourbon Heritage Month (‘Mes del patrimonio nacional del bourbon’) celebrando la historia de este wiski estadounidense. La resolución remarca el rol de Kentucky en la producción de bourbon, así como las «contribuciones de la comunidad de Kentucky a la cultura de Estados Unidos». La resolución llama a los adultos a su consumo responsable y moderado. De forma notable, la resolución hace hincapié en la decisión del Congreso del año 1964 en la que se declaró al bourbon como America's Native Spirit. La resolución del año 1964, sin embargo, no contiene una sentencia per se, es solo una declaración de que el bourbon es un producto distintivo identificable con Estados Unidos, de la misma forma que el Scotch es identificable con Escocia.